# 小野寺重太郎
小野寺 重太郎（おのでら じゅうたろう、1871年1月18日（明治3年11月28日） - 1939年（昭和14年）2月5日）は、日本の陸軍軍人。最終階級は陸軍中将。従三位勲一等功三級。

## 経歴
福井県出身。小野寺長の長男として生まれる。陸軍幼年学校を経て、1891年（明治24年）7月、陸軍士官学校（2期）を卒業。翌年3月、砲兵少尉に任官し野砲兵第3連隊付となる。1896年（明治29年）11月、陸軍砲工学校高等科（4期）を優等で卒業。さらに、1900年（明治33年）12月、陸軍大学校（14期）を卒業した。
1901年（明治34年）5月、清国駐屯軍司令部付となり、参謀本部出仕、参謀本部員、陸大教官を歴任し、1903年（明治36年）6月、砲兵少佐に昇進。1904年（明治37年）3月、第2軍参謀に発令され日露戦争に出征。さらに大本営参謀、第13師団参謀を歴任。1906年（明治39年）2月、陸大教官に就任し、1907年（明治40年）11月、砲兵中佐に進級。1909年（明治42年）7月、参謀本部課長に転じ、1911年（明治44年）11月、砲兵大佐に昇進。1913年（大正2年）8月、野砲兵第13連隊長に就任。
1915年（大正4年）8月、第14師団参謀長に異動し、1917年（大正6年）8月、陸軍少将に進級し陸軍野戦砲兵射撃学校長に就任。1919年（大正8年）4月、砲兵監部付となり、第16師団留守司令官、第16師団司令部付を経て、1921年（大正10年）7月、陸軍中将に進み第8師団長に親補され、シベリア出兵に派遣された。1924年（大正13年）2月に待命となり、同月、予備役に編入された。

## 栄典
位階
- 1892年（明治25年）7月6日 - 正八位[6]
- 1895年（明治28年）2月13日 - 従七位[7]
- 1924年（大正13年）3月25日 - 従三位[8]

勲章等
- 1921年（大正10年）7月1日 - 第一回国勢調査記念章[9]
- 1922年（大正11年）11月1日 -  勲一等瑞宝章[10]

## 親族
- 弟 小野寺益[1]（陸軍砲兵少佐、日露戦争で戦死[要出典])
- 娘婿 真崎久満雄（陸軍中将）・井上辰雄（陸軍少佐、戦死）[1]
- 義弟 吉江石之助（陸軍中将）[1]